# Danmarks håndboldlandshold (damer)
|  | Denne artikel omhandler Danmarks kvindehåndboldlandshold, se også Danmarks håndboldlandshold (herrer). |
Danmarks kvindehåndboldlandshold repræsenterer Danmark i internationale kvinde-håndboldturneringer. Holdet er organiseret under DanskHåndbold og holdets træner er Jesper Jensen (2020-) med overtagelse af Helle Thomsen i sommeren 2025. Holdet har siden midten af 1990'erne tilhørt den absolutte verdenselite. Det er i den periode blevet til tre guldmedaljer ved OL (1996, 2000 og 2004), en guldmedalje ved VM (1997) og tre EM-guldmedaljer (1994, 1996 og 2002) samt flere sølv- og bronzemedaljer.
Historisk set har Danmark været tidligt med i udbredelsen af håndbold. I første omgang var det mændene, der var med, men snart efter var også kvinderne på banen. Det første VM for kvinder blev afholdt (udendørs) i 1949, dog uden dansk deltagelse. Den første indendørs VM-slutrunde blev afholdt i 1957, hvor det danske hold blev nummer fem, og allerede ved det følgende VM i Rumænien vandt holdet den første danske medalje i den sammenhæng, da det blev til en andenplads.
De følgende mange år var danskerne fortsat med fremme blandt de ti bedste hold i verden, inden det sorte tiår for dansk damehåndbold indtraf fra slutningen af 1970'erne og til slutningen af 1980'erne, hvor holdet ikke kunne kvalificere sig til A-VM. I 1990 var holdet atter kvalificeret, men måtte nøjes med en tiendeplads. I de år var der overvejelser om at nedtone aktivitetsniveauet på A-landsholdniveau, men et blik på den unge generation og deres meriter udsatte denne diskussion.
I 1997, blev de det første kvindehåndboldlandshold til at holde de 3 store titler samtidig (VM, OL og EM). I 2011 blev Norges kvindehåndboldlandshold det andet til at gøre det samme.
Det danske kvindehåndboldlandshold er det eneste landshold (mænd og kvinder) nogensinde til at vinde OL-turneringen i håndbold 3 gange i træk, eftersom de vandt guld i 1996, 2000, og 2004.

## Historie

### De gyldne år
I slutningen af 1980'erne havde den unge træner Ulrik Wilbek haft stor succes med et ungdomslandshold, hvorpå flere spillere, der nogle år senere skulle blive store stjerner, første gang viste deres talenter i international sammenhæng. Wilbek havde også ført Viborg HK fra at være et anonymt hold frem til toppen i den danske liga, og da Dansk Håndbold skulle ansætte en ny A-landsholdstræner, var Wilbek et oplagt valg.
Wilbek lod hurtigt en række af de dygtige unge spillere komme med, og da holdet kort før VM i 1993 højst overraskende vandt en træningsturnering i Norge med deltagelse af en lang række af de traditionelt stærke hold på damesiden, løftede en del sportsinteresserede danskere et øjenbryn. Ved den efterfølgende VM-slutrunde viste holdet, at resultatet ikke var tilfældigt, da det blev til sølv-medaljer efter en mindeværdig turnering og efter en finale, der blev tabt 21-22 efter forlænget spilletid til Tyskland. Undervejs havde Danmark vundet sin svære indledende pulje med tre sejre (over bl.a. Rusland og Sydkorea, og trods et klart nederlag til de norske værter i mellemrunden blev det alligevel Danmark, der gik i finalen. Holdet spillede meget angrebsivrigt og var det klart mest scorende hold i slutrunden.
Blandt de spillere, der fik det store gennembrud ved dette VM, var: Anja Andersen, Janne Kolling, Susanne Munk Lauritsen, Rikke Solberg og Anette Hoffmann. Flere af disse var de kommende år med til at sætte præg på den internationale scene, og allerede året efter fik holdet revanche for nederlaget til tyskerne ved den nystartede EM-slutrunde i Tyskland, som danskerne vandt suverænt med lutter sejre, herunder finalesejr over værterne med 27-23.
Holdet toppede i 1996-1997, hvor det på stribe blev til først guld ved OL i Atlanta, dernæst forsvar af EM på hjemmebane igen med lutter sejre samt den hidtil eneste VM-guldmedalje ved slutrunden i Tyskland. Holdet var derfor, indtil den næste slutrunde blev afholdt, regerende mestre i alle landsholdsturneringer.

### Pytlicks nye æra
Herefter skete der en naturlig udskiftning, der også gik ud over nogle af holdets bærende kræfter, men successen havde givet sporten en uhyre popularitet i den danske befolkning, og det blev derfor igen populært at spille håndhold. De danske klubhold blev stærkere og den øgede træning i klubberne gav også bedre spillere, der relativt let kunne indgå på landsholdet. Et mere alvorligt tab var i første omgang, at Wilbek valgte at trække sig efter VM i 1997. Han blev nu afløst af yngre Jan Pytlick, der allerede i første forsøg var medansvarlig i EM-sølvmedaljerne.
Det var også med Pytlick ved roret, at holdet ved sommer-OL 2000 i Sydney genvandt guldmedaljerne, og to år senere fulgte for tredje gang guld ved EM. Et endnu engang forynget landshold satte trumf på med tredje OL-guld i træk ved OL i 2004 i Athen. Dette var og er første gang nogensinde både for mænd og kvinder at et landhsoldet vinder tre OL-guldmedaljer på stribe. Trods farvel til flere af de velkendte stjerner som Lotte Kiærskou, Kristine Andersen, Line Daugaard valgte at stoppe efter OL i Athen, overraskede holdet igen ved den efterfølgende EM-slutrunde i 2004 ved igen at spille sig i finalen. Her tabte man dog 27–25 mod Norge, der modsat markerede et gyldent vendepunkt for norsk kvindelandsholdshistorie de næste mange år. 
VM 2005 i Rusland havde landsholdet flere nye spillere med, men formåede alligevel at spille sig i semifinalen. Her tabte man dog mod værtsnationen Rusland 24–31 og den efterfølgende bronzekamp 24–27 mod Ungarn. Allerede inden VM-slutrunden havde Pytlick meddelt at dette blev hans sidste som landstræner. Egentlig havde hans oprindelig plan været at stoppe efter Sommer-OL 2008 i Beijing, men valgte alligevel at stoppe tre år før tid.

#### Nedgangen i 00'erne
Den nye periode, som det danske kvindelandshold trådte ind i i midt 00'erne var kendetegnet af svingende resultater, uenigheder og stor medieopmærksomhed. Samtidig med at topklubberne Viborg HK og Slagelse DT stormede frem i europæisk håndbold og skiftede til at vinde EHF Champions League udeblev succesen på det danske landshold. De sidste etablerede profiler fra den gamle Jernhårde Ladies havde stoppet karrieren efter Sommer-OL 2004 i Athen og et nyt hold skulle bygges op. 
Ny landstræner blev den respekterede Brian Lyngholm, men allerede ved hans første slutrunde til EM 2006 i Sverige, opnåede Danmark et af de dårligste resultater i mere end et tiår, da det blev til en skuffende 11.-plads. I gruppespillet vandt Danmark kun en enkelt kamp, og i mellemrunden blev det ikke til en eneste sejr. Blot en måned efter valgte Lyngholm at trække sig fra jobbet, da det blev klart, at stort set hele spillertruppen nærede mistillid til hans ledelse af holdet. Den daværende landstræner, Pytlick, indvilligede i at komme tilbage for at stå i spidsen for holdet under to kvalifikationskampe om deltagelse i VM i 2007. Det var imidlertid ikke tilstrækkeligt til at sikre sejre, da holdet i to tætte kampe højest overraskende blev besejret af Ukraine, der markerede et kæmpe lavpunkt for kvindelandsholdet. Resultatet var, at Danmark for første gang siden VM i håndbold 1986 ikke var kvalificeret til en slutrunde (og i øvrigt heller ikke til sommer-OL 2008).

#### Genopbygningen
Trods fiaskoen med de to kvalifikationskampe valgte DHF at tilbyde Pytlick den ledige landstrænerstilling på mere permanent basis, og efterhånden blev der opbygget et landshold, hvor en række unge spillere, der havde haft succes ved internationale ungdomsmesterskaber kom på holdet. Ved EM i 2010 på hjemmebane havde holdet stor succes i indledningen, men da det kom op mod de allerbedste hold mod slutningen, gik det ikke helt så godt, og holdet måtte nøjes med fjerdepladsen efter at have tabt knebent til Rumænien i kampen om tredjepladsen.
Om foråret det følgende år opstod der en strid mellem DHF og landsholdsspillerne, da forbundet på grund af økonomiske problemer meddelte, at spillerne måtte acceptere omtrent en halvering af den grundløn, de modtog. Størstedelen af spillerne nægtede dette, og det blev luftet, at kvindelandsholdet kunne blive nedlagt. Det gik i første omgang ikke så galt, men da en del af spillerne nægtede at møde op til landsholdssamling, måtte Jan Pytlick udtage en blanding af veteraner, der egentlig var stoppet, unge talenter sammen med de to spillere fra holdet til EM, der accepterede de nye forhold.

Den 28. december 2014 meddelte Dansk Håndbold, at forbundet tog afsked med landstræner Jan Pytlick efter det skuffende resultat ved EM 2014 i Ungarn/Kroatien. DHF's målsætning inden EM-slutrunden var minimum en sjetteplads, men da Pytlick ikke formåede at blande sig blandt de bedste, valgte man at stoppe samarbejdet.

### Ny begyndelse
I januar 2015 blev den tidligere herrelandholdspiller Klavs Bruun Jørgensen præsenteret som ny danske kvindelandstræner. Det blev første gang, Bruun skulle træne et kvindehold, og han skulle selvsamme år stå i spidsen for holdet ved VM på hjemmebane. Assistenttræneren blev hans tidligere trænermakker Søren Herskind. Dog fik man ikke gennembruddet på hjemmebane, efter at holdet i kvartfinalen blev slået ud af Rumænien efter en tæt afslutning. Med kun fire sekunder tilbage i den forlængede spilletid scorede den rumænske højre fløj Adriana Nechita og sendte Rumænien i en VM-semifinale. Året efter missede holdet også kvalifikation til Sommer-OL 2016 i Rio de Janeiro, efter man tabte til både Montenegro og selvsamme Rumænien i kvalifikationen. Dette markerede det første lavpunkt for den nye landstræner. Samtidig havde Bruun både inden og efter den kiksede OL-kvalifikation besluttet sigm at gennemføre et nyt generationsskifte på landsholdet, hvor rutinerede spillere som Mette Gravholt, Ann Grete Nørgaard og Pernille Holmsgaard blev fravalgt. Også under EM i 2016 mødte landstrænerens beslutning om ikke at give den ellers folkekære stjernespiller Kristina Kristiansen spilletid under slutrunden stor kritik af medier og den offentlig opinion.
Klavs Bruun Jørgensens første succes med landsholdet kom, da holdet ved EM 2016 i Sverige tog revanche mod Rumænien i mellemrunden og spillede sig videre til en EM-semifinale i Göteborg. Her blev det dog til et nederlag til Holland og efterfølgende endnu et nederlag i bronzekampen mod Frankrig.

#### Sammenbruddet i Japan
VM-slutrunden i Japan 2019 blev et af nyere tids største skuffelser for det danske kvindelandshold. Efter jævne præstationer ved VM i 2017 og EM i 2018, hvor landsholdet havde vist fremskridt skulle VM-turneringen kulminere med en dansk OL-plads året efter. Alligevel endte slutrunden i et skuffende sammenbrud, der efterfølgende mødte massiv kritik af både spillere, træner og Dansk Håndbold Forbund.
Undervejs slog holdet overraskende de forsvarende verdensmestre og europamestre fra Frankrig ud allerede i en knald-eller-fald-kamp i gruppespillets sidste kamp. Holdet slog også de senere verdensmestre fra Holland, men led også nederlag til Tyskland og Norge. Kampen mod Norge afskrev de danske semfinaledrømme, men gav stadig en chance for sikre sig en plads til OL-kvalifikationen. I den afgørende mellemrundekamp mod Serbien spillede holdet uafgjort, hvilket sikrede serberne en plads i kampen om 5. plads, der samtidig gav adgang til OL-kvalifikationen som danskerne derved missede. Et slutresultat på 26–26, efter en en brændt overligger af Anne Mette Hansen i sidste sekund, kom i stedet til at definere slutrunden og Bruuns trænertid som fatal og uforløst. 
Landsholdet endte på en skuffende niendeplads og kvalificerede sig derved ikke til OL 2020 i Tokyo.
Både forinden og efter slutrunden havde landsholdets forberedelse frem imod mødt stor kritik, eftersom landsholdet ikke havde spillet en officiel landskamp i 177 dage før VM-åbningskampen mod Australien. Holdet havde i stedet spillet en uofficiel kamp mod et japansk drengehold og ugen op til forberedt sig på stillehavsøren Okinawa. Bl.a. udtalte tidligere direktør i Team Danmark, Michael Andersen efterfølgende at landsholdets VM-optakt var 'fagligt inkompetent' og at kvindelandsholdet var 'en af de dårligste investeringer, der overhovedet var gjort i dansk eliteidræt'.
Efter den store VM-skuffelse stoppede Klavs Bruun Jørgensen som landstræner.

### En ny medaljeæra

#### Ny landstræner – nye tider
I 2020 blev den tidligere herrelandsholdsspiller Jesper Jensen præsenteret som ny landstræner. Jensen havde haft stor succes med topklubben Team Esbjerg, med hvem han vundet det danske mesterskab i 2019. Allerede fra Jensens første trupudtagelse landede en bombe i håndbolddanmark, eftersom landsholdets hidtige anfører og stjernespiller Stine Jørgensen var udeladt. Jensen ønskede i stedet at uddelegere en større ansvars– og rollefordeling omkring landsholdet til flere spillere, hvilket ikke på samme måde havde været til stede under Bruuns landstrænertid. Jørgensen var siden Bruun overtog, landsholdets helt store omdrejningspunkt og leder hvoraf meget af det danske angrebspil gik gennem hende. Ifølge flere kilder havde dette i sidste ende overskygget landsholdets udvikling hvori Jørgensens rolle blev et billede på nedturen ved VM i Japan. Jørgensen meddelte efterfølgende i endegyldigt farvel til landsholdet i maj samme år.
Ved hans første mesterskab i spidsen for kvindelandsholdet, lykkedes det ham at kvalificere holdet til en EM-semifinale på hjemmebane ved EM i håndbold 2020. Til trods for en slutrunde, der allerede forinden var udfordret af et delt norsk værtsskab der valgte at trække sig få dage før turneringens start samt coronaviruspandemien der forhindrede tilskuere tilstede i håndboldarenaerne under slutrunden, spillede holdet sig formstærkt igennem den indledende runde. I mellemrunden slog man både Sverige og Spanien hvilket gav holdet gode kort på hånden i den sidste og afgørende mellemrundekamp mod Rusland. Her slog holdet overlegent russerne 30–23 og kvalificerede sig igen til en EM-semifinale. I semifinalen tabte man dog til Norge og blev efterfølgende nummer 4, efter man sensationelt tabte bronzekampen til turneringens helt store underdogs fra Kroatien.
Efter en 8 års lang medaljetørke på det danske kvindelandshold, lykkedes det dem ved VM i kvindehåndbold 2021 i Spanien at vinde bronzemedaljer. Det danske hold gik igennem turneringen med i alt 8 sejre i 9 kampe. Holdet gik ubesejret gennem både den indledende runde, mellemrunden og kvartfinalen mod Brasilien. I semifinalen mødte man så Frankrig, der vandt med blot 23-22, efter Danmark igennem stort set hele kampen havde været foran. Til trods vandt de bronzemedaljer på finaledagen, efter sejr over VM-værtslandet Spanien med cifrene 35-28. Dermed sikrede de den første medalje i 8 år og bare den anden siden EM 2004 i Ungarn. Sandra Toft blev desuden kåret som turneringens bedste målvogter af IHF.

#### Første finale i 18 år
Året efter ved EM i kvindehåndbold 2022 i Balkan var det danske hold blandt favoritterne til at vinde mesterskabet. Men allerede i åbningskampen i Celje mod værtsnationen Slovenien tabte holdet overraskende 26–28 til slovenerne. Dermed var presset på de danske spillere fra start, stort og krævede efterfølgende lutter sejre for som mininum at sikre en semifinaleplads længere i turneringen. De næste to kampe, vandt danskerne over først Serbien og herefter i naboopgøret mod Sverige. I mellemrunden fortsatte stimen med to sejre over Ungarn og Kroatien, trods en især tæt og intens kamp mod ungarerne. I den sidste mellemrundekamp mod Norge, krævede det som minimum et dansk point mod nordmændene, medmindre ungarerne vandt deres kamp tidligere om dagen mod Slovenien. Sidstnævnte scenario skete og danskerne gik ind til topopgøret med en semifinaleplads. Alligevel overraskede de danske underdogs og slog sensationelt naboerne fra Norge 31–29. Det var desuden første gang landsholdet vandt over nordmændene i 8 år. I semifinalen vandt holdet igen over sensationen fra Montenegro 27–23 og sikrede dermed den første finale i 18 år. I EM-finalen mødte de førnævnte rivaler fra Norge, som stadig var finalens favoritter. Ikke desto mindre var danskerne i front i hele første halvleg og førte til pause 15–12. Alligevel indhentede nordmændene i anden halvleg og tog føringen med få minutter tilbage. Med stillingen 25–27 genvandt Norge EM-trofæet og danskerne vandt sølv. Emma Friis, EM-slutrundedebutant, blev kåret til Em-turneringens bedste venstre fløj med 40 mål, foruden Kathrine Heindahl som bedste forsvarsspiller.

#### Verdenstoppen
Fremme ved VM i 2023 var landsholdet tilmed værtsland for slutrunden samme med Norge og Sverige. Her gik holdet igennem det indledende gruppespil ubesejret, men tabte overraskende til Japan i den første mellemrundekamp. Ikke desto mindre formåede holdet at rejse sig og vinde de sidste to mellemrundekampe over Polen og Tyskland, der sikrede avancement til VM-kvartfinalen mod Montenegro. Kvartfinalen var intens og tæt, danskerne holdte alligevel en komfortabel føring gennem kampen, der til sidste sikrede en 26–24-sejr. I semifinalen blev man dog slået ud til Norge i forlænget spilletid med slutresultatet 28–29, efter en scoring af verdensstjernen Henny Reistad i de absolut sidste sekunder. Endnu en gang genrejste holdet sig og slog knebent Sverige, hvilket sikrede holdet endnu en VM-bronzemedalje.
Året efter havde man samtidig kvalificeret sig til Sommer-OL 2024 i Paris for første gang i 12 år, hvilket cementerede landsholdets nyindtrådte position blandt den absolutte verdenstop. En periode, der især kendetegnes med toppræstationer af de danske målvogtere Althea Reinhardt og Sandra Toft, der flere gange påpeges som verdens bedste og et solidt forsvar anført af spillere som Line Haugsted, Kathrine Heindahl og Rikke Iversen. Landsholdet blev således udpeget som en af forhåndsfavoritterne sammen med Norge og Frankrig til at tage OL-guldet. Holdet klarede sig igennem gruppespillet med fire sejre og et enkelt nederlag til Norge. Alligevel storspillede holdet i OL-kvartfinalen og vandt 29–25 over Holland, hvor især målvogter Althea Reinhardt tog fra i målet. I semifinalen stod igen Norge, der trods endnu en tæt og intens kamp vandt 22–25 over Danmark. I bronzekampen ventede Sverige, der fra året tidligere søgte revanche over den tabte bronzekamp. Danskerne bestod dog endnu en gang og sikrede sig deres første OL-metal siden de Jernhårde Ladies sikrede det sidste OL-guld i Athen i 2004 fra den gamle guldæra.

## 2025-nu
Den 8. januar 2025 annoncerede Dansk Håndbold at Jesper Jensen ville træde tilbage fra sin stilling som landstræner for kvindelandsholdet den 30. juni 2025 efter eget ønske. Jensen havde egentlig kontrakt med DHF og landsholdet frem til sommeren 2026.
Den 9. april 2025 erfarede TV 2 Sport at Helle Thomsen ville blive ny landstræner for kvindelandsholdet.

## Spillertrup

### Nuværende trup
Den nuværende trup til to træningskampe i april 2025 i hhv. Hamborg og Aabenraa,  d. 9. til 12. april 2025.
| Spillertruppen                                                                                            | Spillertruppen     | Spillertruppen | Spillertruppen            | Spillertruppen | Spillertruppen | Spillertruppen      |
| Nr. | Navn               | Position       | Fødselsdato (alder)       | Kampe          | Mål            | Klub                |
| --- | ------------------ | -------------- | ------------------------- | -------------- | -------------- | ------------------- |
| 3 | Kaja Kamp          | Stregspiller   | 29. april 1994 (30 år)    | 23             | 36             | Team Esbjerg        |
| 4 | Helene Kindberg    | Højre back     | 13. januar 1998 (27 år)   | 19             | 34             | København Håndbold  |
| 4 | Helena Elver       | Playmaker      | 1. marts 1998 (27 år)     | 45             | 88             | Odense Håndbold     |
| 8 | Anne Mette Hansen  | Venstre back   | 25. august 1994 (30 år)   | 189            | 567            | Metz Handball       |
| 11 | Line Haugsted      | Venstre back   | 11. november 1994 (30 år) | 118            | 146            | Team Esbjerg        |
| 12 | Anna Kristensen    | Målvogter      | 25. oktober 2000 (24 år)  | 46             | 0              | Team Esbjerg        |
| 18 | Mette Tranborg     | Højre back     | 1. januar 1996 (29 år)    | 123            | 267            | Team Esbjerg        |
| 23 | Kristina Jørgensen | Venstre back   | 17. januar 1998 (27 år)   | 135            | 390            | Győri ETO KC        |
| 25 | Trine Østergaard   | Højre fløj     | 17. oktober 1991 (33 år)  | 205            | 410            | CSM București       |
| 28 | Laura Borg         | Venstre back   | 21. februar 1994 (31 år)  | 3              | 1              | Viborg HK           |
| 30 | Louise Bak Jensen  | Målvogter      | 2. januar 2001 (24 år)    | 0              | 0              | Viborg HK           |
| 32 | Mie Højlund        | Playmaker      | 24. oktober 1997 (27 år)  | 122            | 253            | Odense Håndbold     |
| 33 | Emma Friis         | Venstre fløj   | 31. oktober 1999 (25 år)  | 79             | 239            | CSM București       |
| 34 | Rikke Iversen      | Stregspiller   | 18. maj 1993 (31 år)      | 99             | 155            | Team Esbjerg        |
| 35 | Nanna Hinnerfeldt  | Stregspiller   | 11. juni 1999 (25 år)     | 3              | 3              | Ringkøbing Håndbold |
| 39 | Line Mai Hougaard  | Højre fløj     | 6. oktober 1999 (25 år)   | 8              | 18             | Ikast Håndbold      |
| 40 | Amalie Milling     | Målvogter      | 27. december 1999 (25 år) | 12             | 0              | Team Esbjerg        |
| 41 | Elma Halilcevic    | Venstre fløj   | 18. juni 2000 (24 år)     | 39             | 83             | Odense Håndbold     |
| 42 | Michala Møller     | Playmaker      | 16. februar 2000 (25 år)  | 46             | 92             | Team Esbjerg        |
| Noter og kilder: Kampe og mål er aktuelle til og med 9. marts 2025 efter den seneste landskamp mod Polen. |                    |                |                           |                |                |                     |

### Trænerteam
Oversigt over det nuværende trænerteam.
| Trænerteamet pr. 25. november 2024 fordelt på roller og navn. | Trænerteamet pr. 25. november 2024 fordelt på roller og navn. |
| ------------------------------------------------------------- | ------------------------------------------------------------- |
| Rolle                                                         | Navn                                                          |
| Landstræner                                                   | Jesper Jensen                                                 |
| Assistenttræner                                               | Lars Jørgensen                                                |
| Holdleder                                                     | Tina Bøttzau                                                  |
| Målmandstræner                                                | Michael Bruun                                                 |
| Fysisk træner                                                 | Line Hovgaard                                                 |
| Fysioterapeut                                                 | Mikkel Hjuler                                                 |
| Læge                                                          | Morten Storgaard                                              |
| Kropsterapeut (Body SDS)                                      | Erling Andersen                                               |
| Videoredigering                                               | Sten Kaj Larsen                                               |

### Tidligere trupper
VM i 1993 (Sølv)
Lene Rantala, Gitte Sunesen, Susanne Munk Lauritsen, Rikke Solberg, Anja Andersen, Vivi Kjærsgaard, Janne Kolling, Anette Hoffmann, Camilla Andersen, Tina Bøttzau, Marianne Florman, Anja Byrial Hansen, Gitte Madsen, Anne Dorthe Tanderup, Lise-Lotte Lauridsen, Conny Hamann.

EM i 1994 (Vinder)
Anja Andersen, Camilla Andersen, Conny Hamann, Anja Byrial Hansen, Anette Hoffman, Janne Kolling, Susanne Munk Lauritsen, Lene Rantala, Rikke Solberg, Anne Dorthe Tanderup, Heidi Astrup, Susanne Boilesen, Marianne Florman, Marlene Jensen, Tonje Kjærgaard, Gitte Sunesen.

Sommer-OL 1996 (Vinder)
Anja Andersen, Camilla Andersen, , Heidi Astrup, Marianne Florman, Conny Hamann, Anja Byrial Hansen, Anette Hoffman, Tonje Kjærgaard, Janne Kolling (anfører), Susanne Munk Lauritsen, Gitte Madsen, Lene Rantala, Gitte Sunesen, Anne Dorthe Tanderup, Kristine Andersen, Tina Bøttzau.

EM i 1996 (Vinder)
Anja Andersen, Camilla Andersen, Kristine Andersen, Heidi Astrup, Tina Bøttzau, Marianne Florman, Anja Byrial Hansen, Anette Hoffman, Tonje Kjærgaard, Janne Kolling, Susanne Lauritsen, Gitte Madsen, Lene Rantala, Gitte Sunesen, Anne Dorthe Tanderup, Mette Vestergaard.

VM i 1997 (Vinder)
Anja Andersen, Camilla Andersen, Tina Bøttzau, Anette Hoffman, Tonje Kjærgaard, Janne Kolling, Susanne Lauritsen, Gitte Madsen, Lene Rantala, Gitte Sunesen, Anne Dorthe Tanderup,
Lone Mathiesen, Merete Møller, Maybrit Nielsen, Helle Simonsen, Karina Jespersen.

EM i 1998 (Sølv)
Camilla Andersen, Kristine Andersen, Anette Hoffmann, Karina Jespersen, Tonje Kjærgaard, Janne Kolling, Susanne Lauritsen, Lene Rantala, Helle Simonsen, Gitte Sunesen, Mette Vestergaard, Lotte Kiærskou, Karen Brødsgaard, Katrine Fruelund, Christina Roslyng Hansen.

VM i 1999 (6.-plads)
Camilla Andersen, Katrine Fruelund, Lotte Kiærskou, Tonje Kjærgaard, Merete Møller, Lene Rantala, Christina Roslyng, Gitte Sunesen, Mette Vestergaard, Line Daugaard, Natasja Dybmose, Anja Nielsen, Louise Pedersen, Maja Grønbek, Pernille Hansen.

Sommer-OL 2000 (Vinder)
Camilla Andersen, Tina Bøttzau, Karen Brødsgaard, Katrine Fruelund, Maja Grønbæk, Anette Hoffman, Lotte Kiærskou, Tonje Kjærgaard, Janne Kolling, Anja Nielsen, Lene Rantala, Christina Roslyng, Mette Vestergaard, Rikke Petersen, Karin Mortensen.

EM i 2000 (10.-plads)
Line Daugaard, Merethe Hansen, Pernille Hansen, Lotte Kiærskou, Karin Mortensen, Anja Nielsen, Louise Pedersen, Rikke Schmidt, Lene Rantala, Christina Roslyng, Mette Vestergaard, Rikke Hørlykke Jørgensen, Pernille Jørgensen, Majken Larsen, Rikke Skov, Winnie Mølgaard.

VM i 2001 (4.-plads)
Kristine Andersen, Line Daugaard, Katrine Fruelund, Christina Roslyng, Pernille Hansen, Rikke Hørlykke, Lotte Kiærskou, Karin Mortensen, Louise Pedersen, Lene Rantala, Rikke Schmidt, Mette Vestergaard, Josephine Touray, Heidi Johansen, Ditte Andersen, Mette Melgaard.

EM i 2002 (Vinder)
Ditte Andersen, Kristine Andersen, Karen Brødsgaard, Line Daugaard, Katrine Fruelund, Christina Roslyng Hansen, Heidi Johansen, Rikke Hørlykke Jørgensen, Karin Mortensen, Winnie Mølgaard, Lene Rantala, Josephine Touray, Mette Vestergaard, Trine Jensen, Camilla Thomsen, Louise Nørgaard.

VM i 2003 (13.-plads)
Karen Brødsgaard, Line Daugaard, Katrine Fruelund, Christina Roslyng Hansen, Heidi Johansen, Rikke Hørlykke Jørgensen, Karin Mortensen, Lene Rantala, Rikke Schmidt, Rikke Skov, Camilla Thomsen, Josephine Touray, Lise Knudsen, Rikke Nielsen, Anne Petersen, Tine Ladefoged.

Sommer-OL 2004 (Vinder)
Kristine Andersen, Karen Brødsgaard (anfører), Line Daugaard, Katrine Fruelund, Trine Jensen, Rikke Hørlykke Jørgensen, Lotte Kiærskou, Karin Mortensen, Louise Nørgaard, Rikke Petersen-Schmidt, Rikke Skov, Camilla Thomsen, Josephine Touray, Mette Vestergaard, Henriette Mikkelsen.

EM i 2004 (Sølv)
Karen Brødsgaard (anfører), Rikke Hørlykke Jørgensen, Lise Knudsen, Henriette Mikkelsen, Karin Mortensen, Winnie Mølgaard, Rikke Nielsen, Louise Bager Nørgaard, Anne Petersen, Rikke Schmidt, Rikke Skov, Camilla Thomsen, Josephine Touray, Laura Danielsen, Mette Sjøberg, Lene Tobiasen.

VM i 2005 (4.-plads)
Ditte Andersen, Karen Brødsgaard (anfører), Katrine Fruelund, Rikke Hørlykke Jørgensen, Lise Knudsen, Karin Mortensen, Rikke Nielsen, Rikke Schmidt, Mette Sjøberg, Josephine Touray, Mette Vestergaard, Jane Wangsøe, Kristina Bille Hansen, Louise Mortensen, Lene Lund Nielsen, Lene Thomsen.

EM i 2006 (11.-plads)
Kristina Bille-Hansen, Louise Bager Due, Katrine Fruelund, Henriette Rønde Mikkelsen (anfører), Karin Mortensen, Louise Mortensen, Lene Lund Nielsen, Rikke Nielsen, Rikke Schmidt, Mette Sjøberg, Rikke Skov, Lene Thomsen, Trine Troelsen, Anette Bonde Christensen, Malene Dalgaard, Kamilla Kristensen, Louise Svalastog.

EM i 2008 (11.-plads)
Kamilla Kristensen, Henriette Mikkelsen, Karin Mortensen, Louise Mortensen, Lene Lund Nielsen, Rikke Skov (anfører), Josephine Touray, Trine Troelsen, Gitte Aaen, Mie Augustesen, Camilla Dalby, Katrine Fruelund, Lotte Grigel, Maibritt Kviesgaard, Lærke Møller, Christina Pedersen, Susan Thorsgaard.

VM i 2009 (5.-plads)
Christina Pedersen, Karin Mortensen, Mie Augustesen, Maibritt Kviesgaard, Louise Bæk Pedersen, Louise Mortensen, Trine Troelsen, Lærke Møller, Camilla Dalby, Line Jørgensen, Lene Lund Høy Karlsen , Kamilla Kristensen, Mette Melgaard, Christina Krogshede, Mette Iversen Sahlholdt, Susanne Kastrup, Pernille Larsen, Kristina Kristiansen.

EM i 2010 (4.-plads)
Mie Augustesen, Camilla Dalby, Line Jørgensen, Kamilla Kristensen, Maibritt Kviesgaard, Pernille Larsen, Mette Melgaard, Karin Mortensen, Lærke Møller, Rikke Skov, Trine Troelsen, Susan Thorsgaard, Berit Kristensen, Ann Grete Nørgaard, Christina Krogshede, Christina Pedersen.

VM i 2011 (4.-plads)
Mette Melgaard, Maibritt Kviesgaard, Susan Thorsgaard, Christina Krogshede, Karin Mortensen, Pernille Larsen, Christina Pedersen, Christina Pedersen, Line Jørgensen, Kristina Kristiansen, Trine Troelsen, Ann Grethe Nørgaard, Louise Svalastog Spellerberg, Kristina Bille Hansen, Sandra Toft, Maria Fisker, Louise Burgaard, Stine Jørgensen

Sommer-OL 2012 (gik ikke videre fra gruppen)
Mette Melgaard, Susan Thorsgaard, Mie Augustesen, Camilla Dalby, Christina Krogshede, Karin Mortensen (anfører), Marianne Bonde, Pernille Holst Larsen, Christina Pedersen, Louise Burgaard, Line Jørgensen, Trine Troelsen, Ann Grete Nørgaard, Berit Kristensen, Rikke Skov

EM i 2012 (5.-plads)
Sandra Toft, Cecilie Greve, Mie Augustesen, Ann Grete Nørgaard, Louise Lyksborg, Kristina Bille, Louise Burgaard, Line Jørgensen (anfører), Kristina Kristiansen, Lotte Grigel, Pernille Holst Larsen, Stine Jørgensen, Sofie Bloch-Sørensen, Susan Thorsgaard, Marianne Bonde, Mette Gravholt

VM i 2013 (Bronze)
Cecilie Greve, Rikke Poulsen, Ann Grete Nørgaard, Maria Fisker, Trine Østergaard, Maibritt Kviesgaard, Susan Thorsgaard, Mette Gravholt, Marianne Bonde, Stine Jørgensen, Pernille Holst Holmsgaard, Anne Mette Hansen, Jane Schumacher, Kristina Kristiansen, Line Jørgensen (anfører), Louise Burgaard

EM i 2014 (8.-plads)
Rikke Poulsen, Sandra Toft, Maria Fisker, Ann Grete Nørgaard, Trine Østergaard, Maibritt Kviesgaard, Louise Svalastog Spellerberg, Mette Gravholt, Susan Thorsgaard, Kristina Kristiansen, Lotte Grigel, Stine Jørgensen, Pernille Holst Holmsgaard, Anne Mette Hansen, Louise Burgaard, Line Jørgensen (anfører), Lærke Møller
VM i 2015 (6.-plads)
Rikke Poulsen, Sandra Toft, Maria Fisker, Ann Grete Nørgaard, Trine Østergaard, Anne Mette Pedersen, Mette Gravholt, Stine Bodholdt Nielsen, Kristina Kristiansen, Lotte Grigel, Stine Jørgensen, Anne Mette Hansen, Pernille Holmsgaard, Rikke Skov, Louise Burgaard, Line Jørgensen (anfører) (Indskiftet: Anna Sophie Okkels og Mette Iversen Sahlholdt)
EM 2016 (4.-plads)
Sandra Toft, Maria Fisker, Fie Woller, Trine Østergaard, Louise Svalastog Spellerberg, Stine Bodholt Nielsen, Kathrine Heindahl, Kristina Kristiansen, Lotte Grigel, Stine Jørgensen (anfører), Anna Sophie Okkels, Anne Mette Hansen, Line Haugsted, Mette Tranborg, Anne Cecilie la Cour, Althea Reinhardt
VM 2017 (6.-plads)
Sandra Toft, Althea Reinhardt, Fie Woller, Maria Fisker, Simone Böhme, Trine Østergaard, Sarah Iversen, Rikke Iversen, Kathrine Heindahl, Line Haugsted, Kristina Jørgensen, Stine Jørgensen (anfører), Lotte Grigel, Kristina Kristiansen, Line Jørgensen, Louise Burgaard, Mette Tranborg, Stine Bodholt Nielsen
EM 2018 (8.-plads)
Sandra Toft, Althea Reinhardt, Fie Woller, Lærke Nolsøe, Line Haugsted, Kristina Jørgensen, Anne Mette Hansen, Mie Højlund, Nadia Offendal, Lotte Grigel, Stine Jørgensen (anfører), Mette Tranborg, Anne Cecilie la Cour, Trine Østergaard, Mathilde Hylleberg, Stine Bodholt, Kathrine Heindahl, Sarah Iversen
VM 2019 (8.-plads)
Sandra Toft, Althea Reinhardt, Freja Cohrt, Lærke Nolsøe, Line Haugsted, Kristina Jørgensen, Anne Mette Hansen, Mie Højlund, Lotte Grigel, Stine Jørgensen (anfører), Louise Burgaard, Trine Østergaard, Simone Böhme, Stine Bodholt, Kathrine Heindahl, Sarah Iversen (Indskiftet: Mia Rej)
EM 2020 (4.-plads)
Sandra Toft (anfører), Althea Reinhardt, Lærke Nolsøe, Line Haugsted, Kristina Jørgensen, Anne Mette Hansen, Mie Højlund, Laura Damgaard, Mia Rej, Louise Burgaard, Mette Tranborg, Trine Østergaard, Andrea Hansen, Rikke Iversen, Kathrine Heindahl, Majbritt Toft Hansen.
VM 2021 (Bronze)
Sandra Toft (anfører), Althea Reinhardt, Lærke Nolsøe, Emma Friis, Line Haugsted, Kristina Jørgensen, Anne Mette Hansen, Mie Højlund, Mia Rej, Michala Møller, Simone Petersen, Mette Tranborg, Louise Burgaard, Simone Böhme, Trine Østergaard, Kathrine Heindahl, Rikke Iversen.
EM 2022 (Sølv)
Sandra Toft (anfører), Althea Reinhardt, Elma Halilcevic, Emma Friis, Kristina Jørgensen, Anne Mette Hansen, Mie Højlund, Michala Møller, Simone Petersen, Mette Tranborg, Louise Burgaard, Andrea Hansen, Trine Østergaard, Kathrine Heindahl, Rikke Iversen, Sarah Iversen.
VM 2023 (Bronze)
Sandra Toft (anfører), Althea Reinhardt, Elma Halilcevic, Emma Friis, Kristina Jørgensen, Anne Mette Hansen, Mie Højlund, Julie Scaglione, Simone Petersen, Helena Elver, Louise Burgaard, Andrea Hansen, Trine Østergaard, Kathrine Heindahl, Rikke Iversen, Sarah Iversen, Kaja Kamp.
OL 2024 (Bronze)
Sandra Toft (anfører), Althea Reinhardt, Emma Friis, Kristina Jørgensen, Anne Mette Hansen, Mie Højlund, Helena Elver, Line Haugsted, Louise Burgaard, Michala Møller, Mette Tranborg, Trine Østergaard, Kathrine Heindahl, Rikke Iversen, Sarah Iversen.
EM 2024 (Sølv)
Sandra Toft, Althea Reinhardt, Anna Kristensen, Emma Friis, Elma Halilcevic, Kristina Jørgensen, Anne Mette Hansen, Stine Eiberg, Line Haugsted, Mie Højlund, Helena Elver, Helene Kindberg, Michala Møller, Mette Tranborg, Trine Østergaard (anfører), Andrea Hansen, Kaja Kamp, Rikke Iversen, Sarah Iversen.

## Landstrænere
Siden 1946 har der været 14 trænere for kvindelandsholdet (pr. 10. februar 2024). Aksel Pedersen var Danmarks første landstræner; han havde ansvaret for kvindelandsholdet gennem 12 år (i perioden 1946-1958). Jan Pytlick er den træner, der har haft jobbet længst: Han har været landsholdstræner for kvindelandholdet i sammenlagt ca. 16 år fordelt på to perioder (1998-2006 og 2007-2015). I nedenstående oversigt fremgår navnene på dem, der har været landstrænere for det danske kvindelandshold i håndbold og perioden for deres tid som træner.
| Landsstræner                 | Fra             | Til               | Oversigt | Oversigt | Oversigt | Oversigt | Oversigt          | Største bedrifter |
| Landsstræner                 | Fra             | Til               | K        | V        | U        | T        | Vindingsprocent % | Største bedrifter |
| ---------------------------- | --------------- | ----------------- | -------- | -------- | -------- | -------- | ----------------- | --- |
| Aksel Pedersen               | 1946            | 1958              | 39       | 31       | 1        | 7        | 79,49             | |
| Jørgen Absalonsen            | 1959            | 1963              | 32       | 22       | 4        | 6        | 68,75             | VM i 1962 — 2. pladsen |
| Else Birkmose                | 1963            | 1965              | 10       | 6        | 1        | 3        | 60,00             | |
| Knud Knudsen                 | 1965            | 1969              | 40       | 20       | 3        | 17       | 50,00             | |
| Hans Erik Nielsen            | 1969            | 1976              | 112      | 52       | 11       | 49       | 46,43             | |
| Allan Lund                   | 1976            | 1980              | 56       | 17       | 6        | 33       | 30,36             | |
| Jørgen Andersson             | 1980            | 1982              | 49       | 15       | 2        | 32       | 30,61             | |
| Flemming Skovsen             | 1982            | 1986              | 82       | 35       | 6        | 41       | 42,68             | |
| Ole Eliasen                  | 1986            | 1991              | 122      | 51       | 12       | 59       | 41,80             | |
| Ulrik Wilbek                 | 1991            | 1998              | 174      | 134      | 10       | 30       | 77,01             | VM i 1993 — 2. pladsen · EM i 1994 — Europamestre · VM i 1995 — 3. pladsen · OL i 1996 — Olympiske mestre · EM i 1996 — Europamestre · VM i 1997 — Verdensmestre · |
| Jan Pytlick                  | 1998            | 2006              | 220      | 146      | 20       | 54       | 66,36             | EM i 1998 — 2. pladsen · OL i 2000 — Olympiske mestre · EM i 2002 — Europamestre · OL i 2004 — Olympiske mestre · EM i 2004 — 2. pladsen                           |
| Brian Lyngholm               | 5. januar 2006  | 7. februar 2007   | 18       | 8        | 0        | 10       | 44,44             | |
| Jan Pytlick (midlertidigt)   | 8. februar 2007 | 25. marts 2007    | 2        | 2        | 0        | 0        | 100,000           | |
| Jan Pytlick                  | 26. marts 2007  | 28. december 2014 | 190      | 120      | 8        | 62       | 63,16             | VM i 2013 — 3. pladsen |
| Heine Eriksen (midlertidigt) | 1. januar 2015  | 31. maj 2015      | 3        | 1        | 0        | 2        | 33,33             | |
| Klavs Bruun Jørgensen        | 1. juni 2015    | 8. januar 2020    | 86       | 46       | 5        | 35       | 53,49             | |
| Jesper Jensen                | 2. marts 2020   |                   | 100      | 69       | 2        | 29       | 69,00             | VM i 2021 — 3. pladsen · EM i 2022 — 2. pladsen · VM i 2023 — 3. pladsen · OL i 2024 — 3. pladsen · EM i 2024 — 2. pladsen                                         |
| Total                        | Total           | Total             | 1.334    | 774      | 91       | 469      | 58,02             | |

## Statistik
Herunder ses to oversigter over nogle af de danske kvinder, der gennem tiden har været på landsholdet i håndbold. Oversigterne er opstillet efter hvem, der har spillet flest kampe for landsholdet henholdsvis, har scoret flest mål. 
     Angiver at spilleren stadig er aktiv
| Antal kampe og mål spillet for landsholdet rangeret efter antal kampe. | Antal kampe og mål spillet for landsholdet rangeret efter antal kampe. | Antal kampe og mål spillet for landsholdet rangeret efter antal kampe. | Antal kampe og mål spillet for landsholdet rangeret efter antal kampe. |
| #                                                                      | Navn                                                                   | Kampe                                                                  | Mål                                                                    |
| ---------------------------------------------------------------------- | ---------------------------------------------------------------------- | ---------------------------------------------------------------------- | ---------------------------------------------------------------------- |
| 1                                                                      | Janne Kolling                                                          | 250                                                                    | 756                                                                    |
| 2                                                                      | Karin Mortensen                                                        | 233                                                                    | 4                                                                      |
| 3                                                                      | Lene Rantala                                                           | 230                                                                    | 0                                                                      |
| 4                                                                      | Trine Østergaard                                                       | 205                                                                    | 410                                                                    |
| 5                                                                      | Sandra Toft                                                            | 195                                                                    | 3                                                                      |
| 6                                                                      | Camilla Andersen                                                       | 194                                                                    | 846                                                                    |
| 7                                                                      | Anne Mette Hansen                                                      | 186                                                                    | 555                                                                    |
| 8                                                                      | Katrine Fruelund                                                       | 184                                                                    | 570                                                                    |
| 9                                                                      | Anette Hoffmann                                                        | 183                                                                    | 641                                                                    |
| 9                                                                      | Louise Burgaard                                                        | 183                                                                    | 379                                                                    |
| 11                                                                     | Mette Vestergaard                                                      | 181                                                                    | 519                                                                    |
| 12                                                                     | Anne-Marie Nielsen                                                     | 180                                                                    | 301                                                                    |
| 13                                                                     | Susanne Munk Lauritsen                                                 | 171                                                                    | 3                                                                      |
| 14                                                                     | Annette Dahl                                                           | 164                                                                    | 0                                                                      |
| 15                                                                     | Kristina Kristiansen                                                   | 155                                                                    | 378                                                                    |
| 16                                                                     | Rikke Skov                                                             | 152                                                                    | 384                                                                    |
| 17                                                                     | Line Jørgensen                                                         | 149                                                                    | 352                                                                    |
| 17                                                                     | Stine Jørgensen                                                        | 149                                                                    | 485                                                                    |
| 19                                                                     | Helle Petersen                                                         | 148                                                                    | 310                                                                    |
| 20                                                                     | Kathrine Heindahl                                                      | 145                                                                    | 280                                                                    |
| 21                                                                     | Marianne Vilstrup                                                      | 140                                                                    | 0                                                                      |
| 21                                                                     | Karen Brødsgaard                                                       | 140                                                                    | 288                                                                    |
| 23                                                                     | Tonje Kjærgaard                                                        | 139                                                                    | 242                                                                    |
| 23                                                                     | Ann Grete Nørgaard                                                     | 139                                                                    | 549                                                                    |
| 25                                                                     | Pernille Holst Holmsgaard                                              | 136                                                                    | 124                                                                    |
| 26                                                                     | Gitte Sunesen                                                          | 135                                                                    | 1                                                                      |
| 27                                                                     | Trine Troelsen                                                         | 134                                                                    | 341                                                                    |
| 28                                                                     | Anja Andersen                                                          | 133                                                                    | 725                                                                    |
| 29                                                                     | Kristina Jørgensen                                                     | 132                                                                    | 388                                                                    |
| 30                                                                     | Susan Thorsgaard                                                       | 131                                                                    | 216                                                                    |
| Note: Oversigten er opdateret til og med 19. december 2024.            |                                                                        |                                                                        |                                                                        |

| Antal kampe, - mål og det gennemsnitlige antal mål pr. kamp spillet for landsholdet rangeret efter antal mål. | Antal kampe, - mål og det gennemsnitlige antal mål pr. kamp spillet for landsholdet rangeret efter antal mål. | Antal kampe, - mål og det gennemsnitlige antal mål pr. kamp spillet for landsholdet rangeret efter antal mål. | Antal kampe, - mål og det gennemsnitlige antal mål pr. kamp spillet for landsholdet rangeret efter antal mål. | Antal kampe, - mål og det gennemsnitlige antal mål pr. kamp spillet for landsholdet rangeret efter antal mål. |
| # | Navn | Mål | Kampe | Gennemsnit |
| --- | --- | --- | --- | --- |
| 1 | Camilla Andersen                                                                                              | 846 | 194 | 4,36 |
| 2 | Janne Kolling                                                                                                 | 756 | 250 | 3,02 |
| 3 | Anja Andersen                                                                                                 | 725 | 133 | 5,45 |
| 4 | Anette Hoffmann                                                                                               | 641 | 183 | 3,50 |
| 5 | Katrine Fruelund                                                                                              | 570 | 184 | 3,09 |
| 6 | Anne Mette Hansen                                                                                             | 555 | 186 | 2,98 |
| 7 | Ann Grete Nørgaard                                                                                            | 549 | 139 | 3,95 |
| 8 | Mette Vestergaard                                                                                             | 519 | 181 | 2,86 |
| 9 | Stine Jørgensen                                                                                               | 487 | 148 | 3,29 |
| 10 | Lotte Kiærskou                                                                                                | 414 | 111 | 3,72 |
| 11 | Trine Østergaard                                                                                              | 410 | 205 | 2,00 |
| 12 | Kristina Jørgensen                                                                                            | 388 | 132 | 2,93 |
| 13 | Rikke Skov | 384 | 152 | 2,53 |
| 14 | Josephine Touray                                                                                              | 383 | 123 | 3,11 |
| 15 | Louise Burgaard                                                                                               | 379 | 183 | 2,07 |
| 16 | Kristina Kristiansen                                                                                          | 378 | 155 | 2,44 |
| 17 | Birte Carlsen                                                                                                 | 375 | 113 | 3,31 |
| 18 | Line Jørgensen                                                                                                | 352 | 149 | 2,36 |
| 19 | Henriette Mikkelsen                                                                                           | 346 | 81 | 4,27 |
| 20 | Tonje Kjærgaard                                                                                               | 342 | 139 | 2,46 |
| 21 | Vibeke Merete Nielsen                                                                                         | 341 | 123 | 2,77 |
| 21 | Trine Troelsen                                                                                                | 341 | 134 | 2,54 |
| 23 | Helle Petersen                                                                                                | 310 | 148 | 2,09 |
| 24 | Line Daugaard                                                                                                 | 307 | 103 | 2,98 |
| 25 | Kristine Andersen                                                                                             | 303 | 106 | 2,86 |
| 25 | Camilla Dalby                                                                                                 | 303 | 108 | 2,81 |
| 27 | Anne-Marie Nielsen                                                                                            | 301 | 180 | 1,67 |
| 28 | Christina Roslyng                                                                                             | 299 | 129 | 2,32 |
| 29 | Gitte Madsen                                                                                                  | 288 | 120 | 2,4 |
| 29 | Karen Brødsgaard                                                                                              | 288 | 140 | 2,05 |
| Note: Oversigten er opdateret til og med 19. december 2024.                                                   | | | | |

### Længst tid på landsholdet
Herunder ses en oversigt over de ti danske kvinder, der gennem tiden har været længst på kvindelandsholdet i håndbold. Oversigten er fordelt efter første og sidste dato på landsholdet, antal år på landsholdet og antal kampe.
| Længst tid (antal år) på kvindelandsholdet i håndbold fordelt på første -, sidste dato , år og antal kampe. | Længst tid (antal år) på kvindelandsholdet i håndbold fordelt på første -, sidste dato , år og antal kampe. | Længst tid (antal år) på kvindelandsholdet i håndbold fordelt på første -, sidste dato , år og antal kampe. | Længst tid (antal år) på kvindelandsholdet i håndbold fordelt på første -, sidste dato , år og antal kampe. | Længst tid (antal år) på kvindelandsholdet i håndbold fordelt på første -, sidste dato , år og antal kampe. | Længst tid (antal år) på kvindelandsholdet i håndbold fordelt på første -, sidste dato , år og antal kampe. |
| # | Navn | Første | Sidste | År | Kampe |
| --- | --- | --- | --- | --- | --- |
| 1 | Lene Rantala                                                                                                | 14.02.1991                                                                                                  | 12.06.2011                                                                                                  | 20 | 230 |
| 2 | Anne-Marie Nielsen                                                                                          | 15.01.1959                                                                                                  | 09.12.1975                                                                                                  | 16 | 180 |
| 3 | Heidi Astrup                                                                                                | 07.11.1990                                                                                                  | 09.06.2007                                                                                                  | 16 | 104 |
| 4 | Sandra Toft                                                                                                 | 27.03.2008                                                                                                  | 15.12.2024                                                                                                  | 16 | 195 |
| 5 | Rikke Skov                                                                                                  | 28.07.2000                                                                                                  | 19.03.2016                                                                                                  | 15 | 152 |
| 6 | Mette Iversen Sahlholdt                                                                                     | 23.03.2001                                                                                                  | 20.12.2015                                                                                                  | 14 | 41 |
| 7 | Kathrine Heindahl                                                                                           | 24.09.2010                                                                                                  | 10.08.2024                                                                                                  | 14 | 145 |
| 8 | Katrine Fruelund                                                                                            | 24.10.1997                                                                                                  | 25.05.2012                                                                                                  | 14 | 184 |
| 9 | Kirsten Nilsson                                                                                             | 24.06.1955                                                                                                  | 21.12.1969                                                                                                  | 14 | 80 |
| 10 | Yrsa Oeschler                                                                                               | 17.11.1967                                                                                                  | 05.12.1981                                                                                                  | 14 | 79 |
| Note: Oversigten er opdateret til og med 19. december 2024.                                                 | | | | | |

## Turneringsoversigt

### Medaljeoversigt
| Turnering             | 1 | 2. plads, sølvmedaljemodtager(e) | 3 | Total |
| Olympiske lege        | 3 | 0                                | 1 | 4     |
| Verdensmesterskaberne | 1 | 2                                | 4 | 7     |
| Europamesterskaberne  | 3 | 3                                | 0 | 6     |
| Total                 | 7 | 5                                | 5 | 17    |

### Olympiske Lege
| År                  | Placering                | Overordnet placering | K                 | V                 | U                 | T                 | MÅ+               | MÅ-               | MF                |
| ------------------- | ------------------------ | -------------------- | ----------------- | ----------------- | ----------------- | ----------------- | ----------------- | ----------------- | ----------------- |
| 1976 Montreal       | Ikke-kvalificeret        | Ikke-kvalificeret    | Ikke-kvalificeret | Ikke-kvalificeret | Ikke-kvalificeret | Ikke-kvalificeret | Ikke-kvalificeret | Ikke-kvalificeret | Ikke-kvalificeret |
| 1980 Moskva         | Ikke-kvalificeret        | Ikke-kvalificeret    | Ikke-kvalificeret | Ikke-kvalificeret | Ikke-kvalificeret | Ikke-kvalificeret | Ikke-kvalificeret | Ikke-kvalificeret | Ikke-kvalificeret |
| 1984 Los Angeles    | Ikke-kvalificeret        | Ikke-kvalificeret    | Ikke-kvalificeret | Ikke-kvalificeret | Ikke-kvalificeret | Ikke-kvalificeret | Ikke-kvalificeret | Ikke-kvalificeret | Ikke-kvalificeret |
| 1988 Seoul          | Ikke-kvalificeret        | Ikke-kvalificeret    | Ikke-kvalificeret | Ikke-kvalificeret | Ikke-kvalificeret | Ikke-kvalificeret | Ikke-kvalificeret | Ikke-kvalificeret | Ikke-kvalificeret |
| 1992 Barcelona      | Ikke-kvalificeret        | Ikke-kvalificeret    | Ikke-kvalificeret | Ikke-kvalificeret | Ikke-kvalificeret | Ikke-kvalificeret | Ikke-kvalificeret | Ikke-kvalificeret | Ikke-kvalificeret |
| 1996 Atlanta        | Olympiske mestre         | 1. ud af 12          | 5                 | 5                 | 0                 | 0                 | 149               | 115               | +34               |
| 2000 Sydney         | Olympiske mestre         | 1. ud af 12          | 7                 | 6                 | 0                 | 1                 | 214               | 165               | +49               |
| 2004 Athen          | Olympiske mestre         | 1. ud af 12          | 7                 | 6                 | 1                 | 0                 | 224               | 182               | +34               |
| 2008 Beijing        | Ikke-kvalificeret        | Ikke-kvalificeret    | Ikke-kvalificeret | Ikke-kvalificeret | Ikke-kvalificeret | Ikke-kvalificeret | Ikke-kvalificeret | Ikke-kvalificeret | Ikke-kvalificeret |
| 2012 London         | Indledende gruppespil    | 9. ud af 12          | 5                 | 1                 | 0                 | 2                 | 113               | 121               | -8                |
| 2016 Rio de Janeiro | Ikke-kvalificeret        | Ikke-kvalificeret    | Ikke-kvalificeret | Ikke-kvalificeret | Ikke-kvalificeret | Ikke-kvalificeret | Ikke-kvalificeret | Ikke-kvalificeret | Ikke-kvalificeret |
| 2020 Tokyo          | Ikke-kvalificeret        | Ikke-kvalificeret    | Ikke-kvalificeret | Ikke-kvalificeret | Ikke-kvalificeret | Ikke-kvalificeret | Ikke-kvalificeret | Ikke-kvalificeret | Ikke-kvalificeret |
| 2024 Paris          | 3. pladsen               | 3. ud af 12          | 8                 | 6                 | 0                 | 2                 | 206               | 191               | +15               |
| 2028 Los Angeles    | Afventes                 | Afventes             | Afventes          | Afventes          | Afventes          | Afventes          | Afventes          | Afventes          | Afventes          |
| 2032 Brisbane       | Afventes                 | Afventes             | Afventes          | Afventes          | Afventes          | Afventes          | Afventes          | Afventes          | Afventes          |
| I alt               | Deltaget i 5 ud af 13 OL | 3 titler             | 32                | 24                | 2                 | 7                 | 902               | 671               | +131              |

### Verdensmesterskaberne
| År    | Placering                                    | Overordnet rangering                         | K                                            | V                                            | U                                            | T                                            | MÅ+                                          | MÅ-                                          | MF                                           |
| ----- | -------------------------------------------- | -------------------------------------------- | -------------------------------------------- | -------------------------------------------- | -------------------------------------------- | -------------------------------------------- | -------------------------------------------- | -------------------------------------------- | -------------------------------------------- |
| 1957  | Semi-finale                                  | 5.                                           | 5                                            | 3                                            | 1                                            | 1                                            | 37                                           | 26                                           | +11                                          |
| 1962  | Andenpladsen                                 | 2.                                           | 5.                                           | 4                                            | 0                                            | 2                                            | 42                                           | 28                                           | +14                                          |
| 1965  | Kvartfinale                                  | 5.                                           | 4                                            | 2                                            | 0                                            | 2                                            | 31                                           | 36                                           | -5                                           |
| 1968  | Aflyst grundet invasionen af Tjekkoslovakiet | Aflyst grundet invasionen af Tjekkoslovakiet | Aflyst grundet invasionen af Tjekkoslovakiet | Aflyst grundet invasionen af Tjekkoslovakiet | Aflyst grundet invasionen af Tjekkoslovakiet | Aflyst grundet invasionen af Tjekkoslovakiet | Aflyst grundet invasionen af Tjekkoslovakiet | Aflyst grundet invasionen af Tjekkoslovakiet | Aflyst grundet invasionen af Tjekkoslovakiet |
| 1971  | Kvartfinale                                  | 6.                                           | 5                                            | 2                                            | 1                                            | 2                                            | 50                                           | 54                                           | -4                                           |
| 1973  | Indledende gruppespil                        | 7.                                           | 5                                            | 2                                            | 2                                            | 1                                            | 57                                           | 47                                           | +10                                          |
| 1975  | Indledende gruppespil                        | 9.                                           | 5                                            | 1                                            | 0                                            | 4                                            | 62                                           | 69                                           | -7                                           |
| 1978  | Ikke-kvalificeret                            | Ikke-kvalificeret                            | Ikke-kvalificeret                            | Ikke-kvalificeret                            | Ikke-kvalificeret                            | Ikke-kvalificeret                            | Ikke-kvalificeret                            | Ikke-kvalificeret                            | Ikke-kvalificeret                            |
| 1982  | Ikke-kvalificeret                            | Ikke-kvalificeret                            | Ikke-kvalificeret                            | Ikke-kvalificeret                            | Ikke-kvalificeret                            | Ikke-kvalificeret                            | Ikke-kvalificeret                            | Ikke-kvalificeret                            | Ikke-kvalificeret                            |
| 1986  | Ikke-kvalificeret                            | Ikke-kvalificeret                            | Ikke-kvalificeret                            | Ikke-kvalificeret                            | Ikke-kvalificeret                            | Ikke-kvalificeret                            | Ikke-kvalificeret                            | Ikke-kvalificeret                            | Ikke-kvalificeret                            |
| 1990  | Indledende gruppespil                        | 10.                                          | 7                                            | 2                                            | 0                                            | 5                                            | 145                                          | 137                                          | +8                                           |
| 1993  | Andenpladsen                                 | 2.                                           | 7                                            | 5                                            | 0                                            | 2                                            | 189                                          | 167                                          | +22                                          |
| 1995  | Tredjepladsen                                | 3.                                           | 8                                            | 6                                            | 0                                            | 2                                            | 221                                          | 178                                          | +43                                          |
| 1997  | Verdensmestre                                | 1.                                           | 9                                            | 7                                            | 1                                            | 1                                            | 281                                          | 202                                          | +79                                          |
| 1999  | Mellemrunde                                  | 6.                                           | 9                                            | 7                                            | 0                                            | 2                                            | 263                                          | 186                                          | +77                                          |
| 2001  | Semifinale                                   | 4.                                           | 9                                            | 7                                            | 0                                            | 2                                            | 258                                          | 210                                          | +48                                          |
| 2003  | Indledende gruppespil                        | 13.                                          | 5                                            | 2                                            | 1                                            | 2                                            | 113                                          | 119                                          | - 6                                          |
| 2005  | Semifinale                                   | 4.                                           | 10                                           | 5                                            | 1                                            | 4                                            | 295                                          | 277                                          | +18                                          |
| 2007  | Ikke-kvalificeret                            | Ikke-kvalificeret                            | Ikke-kvalificeret                            | Ikke-kvalificeret                            | Ikke-kvalificeret                            | Ikke-kvalificeret                            | Ikke-kvalificeret                            | Ikke-kvalificeret                            | Ikke-kvalificeret                            |
| 2009  | Kvartfinale                                  | 5.                                           | 9                                            | 6                                            | 0                                            | 3                                            | 246                                          | 230                                          | +16                                          |
| 2011  | Semifinale                                   | 4.                                           | 9                                            | 7                                            | 0                                            | 2                                            | 240                                          | 175                                          | +65                                          |
| 2013  | Tredjepladsen                                | 3.                                           | 9                                            | 6                                            | 0                                            | 3                                            | 255                                          | 214                                          | +41                                          |
| 2015  | Mellemrunde                                  | 6.                                           | 9                                            | 5                                            | 0                                            | 4                                            | 239                                          | 214                                          | +31                                          |
| 2017  | Mellemrunde                                  | 6.                                           | 7                                            | 4                                            | 0                                            | 3                                            | 186                                          | 164                                          | +22                                          |
| 2019  | Indledende gruppespil                        | 9.                                           | 8                                            | 4                                            | 2                                            | 2                                            | 204                                          | 172                                          | +32                                          |
| 2021  | Tredjepladsen                                | 3.                                           | 9                                            | 8                                            | 0                                            | 1                                            | 280                                          | 182                                          | +98                                          |
| 2023  | Tredjepladsen                                | 3.                                           | 9                                            | 7                                            | 0                                            | 2                                            | 280                                          | 212                                          | +68                                          |
| 2025  | Kvalificeret                                 | Kvalificeret                                 | Kvalificeret                                 | Kvalificeret                                 | Kvalificeret                                 | Kvalificeret                                 | Kvalificeret                                 | Kvalificeret                                 | Kvalificeret                                 |
| 2027  | Kvalificeret                                 | Kvalificeret                                 | Kvalificeret                                 | Kvalificeret                                 | Kvalificeret                                 | Kvalificeret                                 | Kvalificeret                                 | Kvalificeret                                 | Kvalificeret                                 |
| 2029  | Afventes                                     | Afventes                                     | Afventes                                     | Afventes                                     | Afventes                                     | Afventes                                     | Afventes                                     | Afventes                                     | Afventes                                     |
| 2031  | Afventes                                     | Afventes                                     | Afventes                                     | Afventes                                     | Afventes                                     | Afventes                                     | Afventes                                     | Afventes                                     | Afventes                                     |
| I alt | Deltaget i 22 ud af 26 VM                    | 1 titel                                      | 162                                          | 102                                          | 9                                            | 51                                           | 3.974                                        | 3.293                                        | +981                                         |

### Europamesterskaberne
| År    | Placering                 | Rangering | K        | V        | U        | T        | MÅ+      | MÅ-      | MF       |
| ----- | ------------------------- | --------- | -------- | -------- | -------- | -------- | -------- | -------- | -------- |
| 1994  | Europamestre              | 1         | 7        | 7        | 0        | 0        | 186      | 151      | +27      |
| 1996  | Europamestre              | 1         | 7        | 7        | 0        | 0        | 197      | 146      | +51      |
| 1998  | Andenpladsen              | 2         | 7        | 5        | 0        | 2        | 189      | 163      | +26      |
| 2000  | Indledende gruppespil     | 10        | 6        | 1        | 1        | 4        | 151      | 159      | -8       |
| 2002  | Europamestre              | 1         | 8        | 8        | 0        | 0        | 200      | 171      | +29      |
| 2004  | Andenpladsen              | 2         | 8        | 6        | 0        | 2        | 202      | 189      | +13      |
| 2006  | Indledende gruppespil     | 11        | 6        | 2        | 0        | 4        | 148      | 156      | -8       |
| 2008  | Indledende gruppespil     | 11        | 6        | 2        | 1        | 3        | 145      | 160      | -15      |
| 2010  | Semifinale                | 4.        | 8        | 5        | 0        | 3        | 192      | 175      | +17      |
| 2012  | Kvartfinale               | 5.        | 7        | 5        | 0        | 2        | 217      | 206      | +11      |
| 2014  | Indledende gruppespil     | 8.        | 6        | 3        | 1        | 2        | 155      | 147      | +8       |
| 2016  | Kvartfinale               | 4.        | 8        | 4        | 1        | 3        | 189      | 185      | +4       |
| 2018  | Indlende gruppespil       | 8.        | 6        | 3        | 0        | 3        | 151      | 164      | -13      |
| 2020  | Semifinale                | 4.        | 8        | 5        | 0        | 3        | 209      | 186      | +23      |
| 2022  | Andenpladsen              | 2         | 8        | 6        | 0        | 2        | 222      | 195      | +27      |
| 2024  | Andenpladsen              | 2         | 9        | 7        | 0        | 2        | 266      | 234      | +32      |
| 2026  | Afventes                  | Afventes  | Afventes | Afventes | Afventes | Afventes | Afventes | Afventes | Afventes |
| 2028  | Afventes                  | Afventes  | Afventes | Afventes | Afventes | Afventes | Afventes | Afventes | Afventes |
| I alt | Deltaget i 15 ud af 15 EM | 3 titler  | 106      | 69       | 4        | 33       | 2.753    | 2.553    | +200     |

### Øvrige turneringer
- GF World Cup 2005: 7/8
- GF World Cup 2006: Tredjeplads
- GF World Cup 2007: Fjerdeplads
- GF World Cup 2008: Andenplads
- GF World Cup 2009: Fjerdeplads
- GF World Cup 2010: Fjerdeplads
- GF World Cup 2011: 7/8
- Møbelringen Cup 2005: Vinder[109]
- Møbelringen Cup 2007: Tredjeplads
- Møbelringen Cup 2008: Tredjeplads
- Møbelringen Cup 2010: Andenplads
- Møbelringen Cup 2012: Andenplads
- Møbelringen Cup 2014: Vinder
- Møbelringen Cup 2016: Andenplads
- Møbelringen Cup 2018: Tredjeplads
- Møbelringen Cup 2019: Tredjeplads

## Trøje- og hovedsponsor
| Hovedsponsor                  | Trøjesponsor | Buksesponsor             | Hotelsponsor   |
| ----------------------------- | ------------ | ------------------------ | -------------- |
| Sparekassen Kronjylland Bring | Puma SE      | Alm. Brand Boozt Fashion | Scandic Hotels |